# Concordato di Melfi

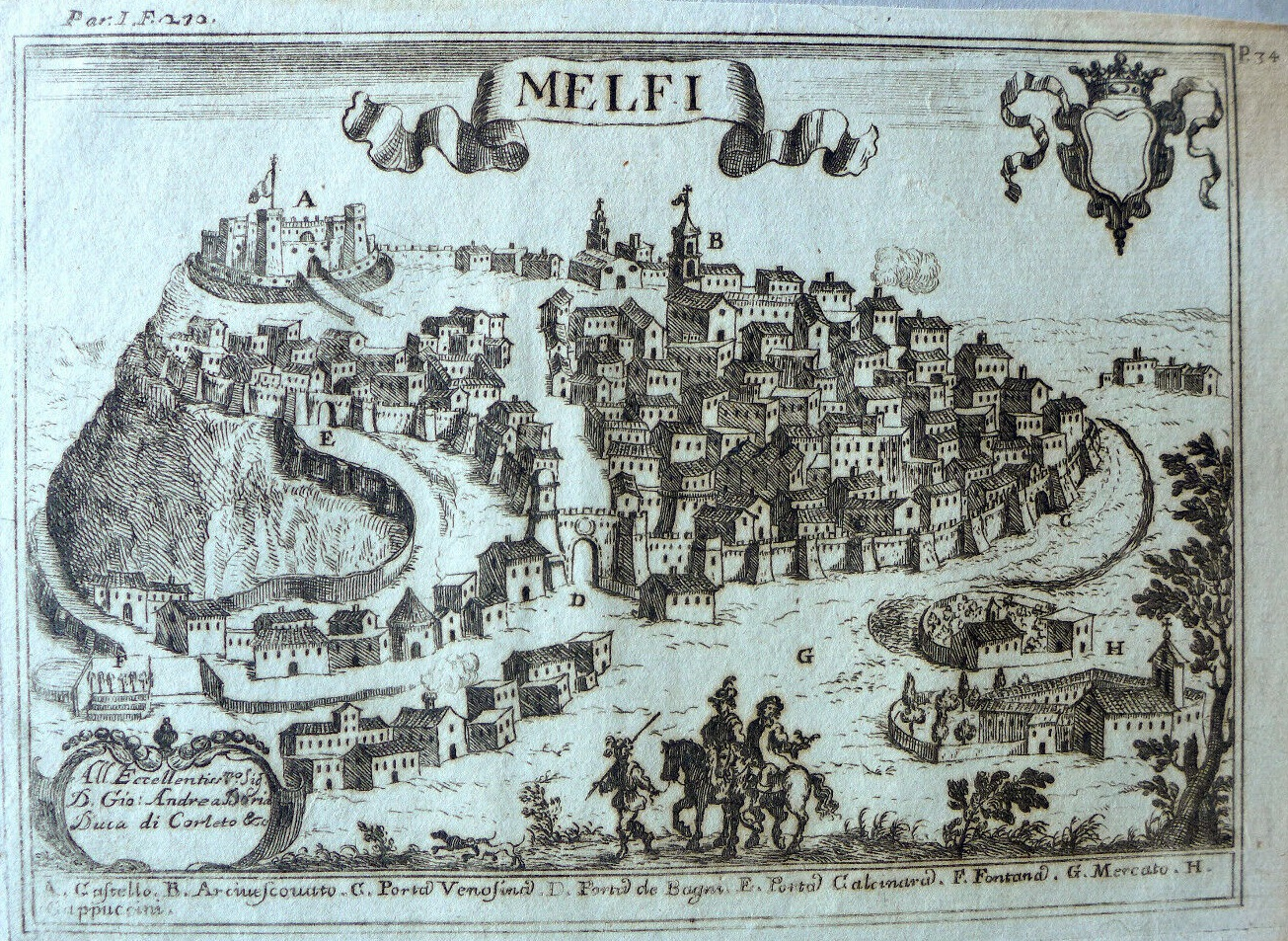
Antica stampa di Melfi (Potenza)

Il Concordato di Melfi è un accordo ufficiale stipulato il 23 agosto 1059, quasi al termine del primo concilio di Melfi, tra il Papa Niccolò II, Roberto d'Altavilla (il Guiscardo) e Riccardo I di Aversa, a conferma del precedente Trattato di Melfi.

## La legittimazione delle casate Altavilla e Drengot
Il Concordato di Melfi legittimò ufficialmente i dominii dei Normanni nella penisola italiana e mise in pratica gli accordi stipulati tra le parti, in occasione del Trattato di Melfi: al Pontefice rimase la città di Benevento, con i territori compresi entro dieci miglia, mentre alla Casa Altavilla fu assegnata la parte restante del principato di Benevento.
Prevaricando l'Imperatore di Germania, il Papa consegnò il territorio meridionale della penisola ai Normanni, ai quali offrì l'opportunità di affrancarsi dalla condizione di mercenari e di diventare suoi feudatari.

## La nomina di Roberto il Guiscardo e di Riccardo di Aversa

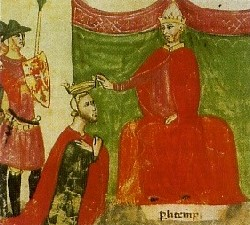
Al termine del primo concilio di Melfi, il papa Niccolò II proclama solennemente, durante il Concordato di Melfi, Roberto il Guiscardo duca di Puglia e Calabria.

Niccolò II riconobbe il diritto di possesso delle terre occupate da Riccardo I Drengot nel principato di Capua e lo riconobbe come Vassallo della Chiesa, conferendogli il feudo di Capua e Aversa, già riconosciuto per il tramite di Ildebrando di Soana; il Principe prestò giuramento ed il Principato passò quindi dai Longobardi ai normanni.
Niccolò II riconobbe come vassalli della Chiesa anche i fratelli Roberto e Ruggero I d'Altavilla, e il loro diritto di possesso sulle terre della Contea di Puglia, elevandola anche a Ducato di Puglia e Calabria e investendo Roberto il Guiscardo del titolo di duca. Gli Altavilla si dichiararono suoi vassalli e prestarono omaggio con atto di dedizione e giuramento di fedeltà, di sottomissione ed amicizia.
I titoli erano ancora solo nominali: la Puglia comprendeva anche l'ex thema bizantino di Basilicata e la Calabria è in parte greca, alcune zone della Campania appartenevano ai longobardi, mentre la Sicilia era in mano agli Arabi.
Il Concordato di Melfi seguì il Trattato di Melfi e conclude il primo concilio di Melfi. Ecco uno schema riassuntivo dei tre avvenimenti:
| Tipo di accordo         | Partecipanti (oltre al Papa)                                              | Date di svolgimento | Provvedimenti principali                                                                                           |
| Primo concilio di Melfi | Desiderio di Montecassino - Ildebrando di Soana - Umberto di Silvacandida | 3 - 25 agosto 1059  | Riconoscimento delle casate normanne Altavilla e Drengot.                                                          |
| Trattato di Melfi       | Roberto di Altavilla, Riccardo I di Aversa                                | 24 giugno 1059      | Niccolò II nomina Riccardo I principe di Capua e Roberto il Guiscardo duca di Puglia, Calabria e Sicilia.          |
| Concordato di Melfi     | Roberto di Altavilla, Riccardo I di Aversa                                | 23 agosto 1059      | al Pontefice rimane la città di Benevento, con i territori entro 10 miglia e va alla Casa Altavilla il Principato. |

## La latinizzazione del rito religioso nel Sud Italia
Roberto Altavilla si impegnò a restituire le chiese alla dipendenza della sede Pontificia di Roma. Gli Altavilla avrebbero potuto strappare ai Saraceni la Sicilia e ridurla all'obbedienza della Chiesa cattolica. Il Concordato di Melfi ratificò un processo di latinizzazione del rito religioso in tutte le diocesi dei territori sottratti ai Bizantini, ove i Normanni si impegnarono a far abbandonare il rito bizantino.